# Смирнов, Дмитрий Артемьевич
Дмитрий Артемьевич Смирнов (25 сентября 1917, Грибцово, Московская губерния, Российская республика — 17 мая 1993, Москва, Россия) — советский поэт.

## Биография
Дмитрий Артемьевич Смирнов родился 25 сентября 1917 года в деревне Грибцово Московской губернии. В 1938 году поступил в Московский институт философии, литературы и истории. В 1940 году со второго курса института был призван в армию, срочную службу проходил на Дальнем Востоке.
С началом Великой Отечественной войны в июле 1941 года направлен в действующую армию на Западный фронт, затем переведён на 2-й Прибалтийский фронт. Был стрелком, пулемётчиком. В звании сержанта стал замполитом, начальником батальонной радиостанции и военным корреспондентом. Принимал участие в сражениях под Москвой, Курском, Орлом, Витебском и Кёнигсбергом. Летом 1945 был направлен в Маньчжурию для участия в боевых действиях против Японии, где находился в составе артполка.
По окончании войны стал профессиональным журналистом, писал очерки для различных газет и журналов. Работал в редакции «многотиражки» «Калининская стахановка», выходившей на Камвольно-прядильной фабрике имени М.И. Калинина. В 1956 году заочно окончил Литературный институт имени А.М. Горького при Союзе писателей СССР. В 1964 году вступил в Союз писателей СССР.
С 1970-х работал в отделе художественной литературы издательства «Советская Россия». В 1970-80-х годах руководил Литературным объединением «Химки», работая там с молодыми поэтами.
Похоронен на Хованском кладбище.

## Творчество
Первые стихи Дмитрий Смирнов начал публиковать ещё во время учебы в школе в газете «Мартеновка», которую издавал шефствовавший над школой завод «Серп и Молот». В школьные годы активно участвовал в работе литобъединения «Вальцовка».
Я встал и крикнул над солдатской цепью:

— За Родину, товарищи! За мной! —

Вдруг опрокинулся, качнулся шар земной

И придавил меня донецкой степью.

(фрагмент)
В годы войны стихи Смирнова публиковались в армейских и фронтовых газетах. В творчестве военных лет поэт рисовал каждодневную солдатскую жизнь, тревоги армейских будней и радость переживания победы. Военная тема и позже будет занимать видное место в его творчестве.
После войны стихи Смирнова регулярно появляются на страницах газет «Правда», «Литература и жизнь», «Комсомольская правда», журналов «Молодая гвардия», «Москва», «Урал», «Смена», «Звезда», «Нева». В поэтических альманахах «С добрым утром» и «Первая встреча» были опубликованы подборки стихотворений разных лет.
В 1959 году издательство «Советский писатель» выпустило первую книгу стихов Дмитрия Смирнова «Звёздный дождь». Прошедший сквозь все годы войны, автор начал свой творческий путь не с фронтовой темы, а с картин мирного труда. Поэт Николай Тихонов писал об этой книге: «Нам приятно было слышать лирический голос, запевавший о простых солнечных вещах, о простых солнечных людях города, людях самых скромных профессий, в книге Дмитрия Смирнова мы слышим голос молодого металлурга, юного сталевара, на нас пышет лирическое пламя завода, мы видим соль труда». В следующие два года выходят сборники «Яблоневый берег» и «Полёт весны».
После вступления поэта в 1964 году в Союз писателей СССР выходят сборники «Высокая звезда» (1965), «Чайка отдыхает на волне» (1967), «Зелёный огонь» (1969). В это время жизнь поэта наполнена поездками по стране, в которых он выступает с чтением своих произведений. Отзывы слушателей и письма читателей становятся вдохновляющим моментом его творческой жизни. Многие стихотворения поэт писал непосредственно во время этих поездок и они являлись эмоциональным откликом на увиденное или лирическими зарисовками природы.
В 1970-е годы поэт возвращается к переосмыслению своего боевого пути. Сотрудничая с военными издательствами, он выпускает два сборника, являющиеся поэтическим откликом на войну — «Атака» (1970) и «Гори ясно» (1974). Эти сборники становятся внутренним рубежом автора, после которого в его творчестве поэтический взгляд обращённый на войну, уступает место теме гражданского подвига, самоотверженности в мирное время. В эти годы поэт пишет поэму «Ценою жизни», посвященную памяти шофёра Михаила Митрофанова. Герой поэмы - шофёр, в душе которого жила потребность героического поступка ещё во время службы на фронтах войны, но такой случай ему не выдался. Он совершает свой подвиг уже после войны, спасая автобус, переполненный пассажирами, а сам погибает, принимая на свои плечи чужую боль.
В 1978 году выходит в свет сборник «Четыре песни Земли». Владимир Солоухин так характеризовал этот период творчества Смирнова: «В поэзии, которой веришь, дыхание стихов всегда слито с дыханием жизни. И тогда слова поэта естественны, они легко ложатся на душу, не раздражают, не заглушают чувства. Это — как в крови. Известно, что в ней есть соль, но она растворена, и ее не видно. Если же соль начинает выпадать кристаллами, то организм гибнет. Стихи Дм. Смирнова безыскусственны, читая их, как будто сам попадаешь в горячий цех и на какое-то время становишься участником заводских будней».
С годами поэтический диапазон Дмитрия Смирнова расширяется. В стихах поэт воспевает цельный, мужественный характер современника, пишет о дружбе, о любви. В его творчестве появляется философский взгляд на жизнь, воплощаемый в стихах-раздумьях и стихах-афоризмах.
Значительный период в творческой жизни Смирнова посвящён разработке редкой формы стихосложения, которая называется «гнома» и является особым литературным жанром. Построенные в форме коротких изречений, «гномы» содержат правила житейской мудрости или философскую мысль, стихотворный афоризм, и были популярны в греческой и римской поэзии, но в русской поэзии этот жанр популярностью не пользовался. В 1972 году Смирнов издает отдельный сборник, полностью посвященный этому малому поэтическому жанру — «Гномы».
Другим направлением творчества явилась для Смирнова детская тематика. Обращаясь к миру детства, он публикует для маленьких читателей несколько книг познавательного и воспитательного характера.
В 1960-70-е годы внимание Дмитрия Смирнова привлекал песенный жанр. На его стихи создавали музыку Серафим Туликов, Владимир Шаинский, Григорий Пономаренко, Эдди Рознер, Евгений Птичкин, Анатолий Лепин, Александр Аверкин. Исполнителями песен были Иосиф Кобзон, Майя Кристалинская, Лариса Мондрус, Ольга Воронец, Владимир Трошин, Екатерина Шаврина. Песня «Пускай сложилось всё иначе» (музыка C. Туликова) постоянно находится в репертуаре таких российских исполнителей, как Тамара Гвердцители и Вера Берадзе.
Круг творческих пристрастий Дмитрия Смирнова на протяжении всей его жизни включал в себя также живой интерес к творчеству писателей и поэтов национальных школ. И в своих переводах поэт передавал богатую историю и характерные обычаи разных народов, своеобразие природы и красоту городов, в которых жили герои переводимых авторов.
В 1979 году выходит сборник «Избранные стихи», в котором автор собрал все самые значимые в своём творчестве произведения. В 1980-е годы Смирнов завершает свой литературный путь двумя сборниками: «Капля за каплей» и «Любовь дорогу найдет». В эти же годы Смирнов увлекается живописью маслом.
Пародию на стихотворение Смирнова
Я Микеланджело, быть может,
Родившийся опять на свет.
Я, может быть, Джордано Бруно
Или Радищев новых лет.
написал Александр Иванов
        <…>
Сгорит Смирнов…
Великий боже,
Ты воплям грешника не внял…
За что его? А все за то же:
За то, что ересь сочинял.

### Поэтические сборники
- Звёздный дождь. М., 1959
- Яблоневый берег. М., 1960
- Полёт весны. М., 1961
- Высокая звезда. М., 1965
- «На гребне волны» — подборка стихов альманахе «Свидание». М., 1967
- Чайка отдыхает на волне. 1967
- Зелёный огонь. М., 1969
- Смышлёный поросенок. М., 1969
- Атака. М., 1970
- Гномы. М., 1972
- Гори ясно: стихи и поэма. М., 1974
- Четыре песни Земли. М., 1978
- Избранные стихи. М., 1979
- Капля за каплей. М., 1980
- Любовь дорогу найдёт. М., 1986
- Ты куда-то уходишь опять. М., 2017

### Сборники стихов для детей
- Пять Андрюш и восемь Нин. М., 1965
- Быстрее и выше. М., 1971
- Цвета радуги. М., 1973
- На горке, возле самого села. М., 1974
- Чудеса леса. М., 1974
- Удивительные слова. М., 1991

### Проза
- Трогала простота… // Воспоминания о Н. Тихонове. М., 1986
- Разноглазый // Газета «Ветеран», № 40 (196) сентябрь, 1991

### Переводы
- Юлтый Д. Избранная лирика / Перевод с башк. Д. Смирнова и В. Трубицына. Уфа, 1966

## Сотрудничество с музыкантами

### Песни
- «Зеленоглазки» (Эдди Рознер) (1965) — исп. Екатерина Шаврина.
- «Песня о лесе (Русский лес)» (Григорий Пономаренко) (1966) — исп. Зинаида Кириллова.
- «Беспокойная любовь» (Григорий Пономаренко) (1968) — исп. Владислав Лынковский.
- «Пускай сложилось все иначе» (Серафим Туликов) (1970) — исп. Майя Кристалинская, Тамара Гвердцители, Галина Улетова, Вера Берадзе.
- «Надоедливый дождь» (Владимир Шаинский) (1970) — исп. Лариса Мондрус.
- «Ах, Ваня!» (Александр Аверкин) (1970) — исп. Ольга Воронец.
- «Ты ведёшь самолет» (Евгений Птичкин) (1974) — исп. Иосиф Кобзон.
- «Не показывай вида» (Анатолий Лепин) (1975) — исп. Владимир Трошин.

## Семья
Первый брак:
- Жена: Смирнова (Симакова) Мария Владимировна (11 июня 1923 - 06 сентября 2002)
  - Сын: Смирнов Вячеслав Дмитриевич (р. 18 апреля 1953) - пианист, клавесинист, композитор, преподаватель, почётный работник культуры города Москвы, лауреат Премии Правительства Москвы «За вклад в развитие культуры».

Второй брак:
- Жена: Смирнова (Мотыгина) Валентина Алексеевна (р. 03 февраля 1937).